# Municipio de Harmony (condado de Edmunds)
El municipio de Harmony (en inglés: Harmony Township) es un municipio ubicado en el condado de Edmunds en el estado estadounidense de Dakota del Sur. En el año 2010 tenía una población de 159 habitantes y una densidad poblacional de 1,69 personas por km².

## Geografía
El municipio de Harmony se encuentra ubicado en las coordenadas 45°22′57″N 99°2′27″O / 45.38250, -99.04083. Según la Oficina del Censo de los Estados Unidos, el municipio tiene una superficie total de 94.16 km², de la cual 93,84 km² corresponden a tierra firme y (0,34 %) 0,32 km² es agua.

## Demografía
Según el censo de 2010, había 159 personas residiendo en el municipio de Harmony. La densidad de población era de 1,69 hab./km². De los 159 habitantes, el municipio de Harmony estaba compuesto por el 100 % blancos. Del total de la población el 0 % eran hispanos o latinos de cualquier raza.